# План эвакуации при пожаре

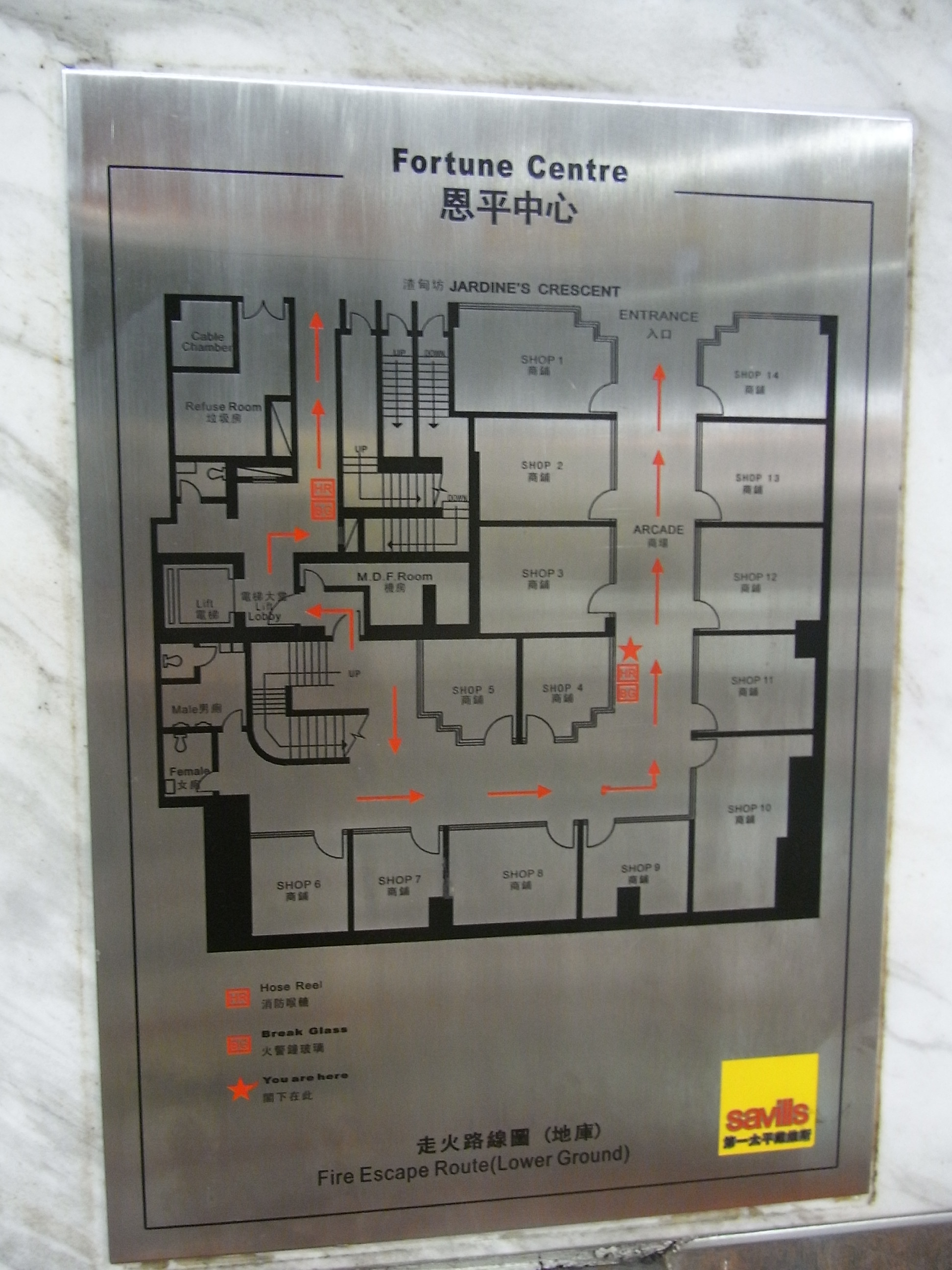
План эвакуации, Гонконг

План эвакуации при пожаре (англ. escape plan) — документ, либо визуальное средство обеспечения безопасности, в котором указаны эвакуационные пути и выходы, установлены правила поведения людей, а также порядок и последовательность действий обслуживающего персонала на объекте при возникновении пожара.:5.1.1 План эвакуации является составной частью системы знаков безопасности здания. В основе системы лежит стремление использовать как можно меньше слов для передачи информации. Это связано с необходимостью информировать людей в условиях широкого развития международной торговли, туризма и мобильности рабочей силы. В плане эвакуации равнозначны как чертеж, так и текстовая часть. Такие документы в лингвистике носят название поликодовый текст.
План эвакуации с применением фотолюминесцентных и других носителей изготавливается методами широкоформатной печати, плоттерной резки, шелкографии, тампопечати и т.п.:5.1.3.1:8.1.4 Для некнижных форм печати, обслуживающих текущие потребности быта, промышленности используется термин акциденция.

## История
Понятие «план эвакуации» стало использоваться только в начале XX века.:6 Ранние планы эвакуации представляли собой инструкцию по действиям при пожаре, описывающую направления и способы эвакуации из помещений в зависимости от места очага возгорания. Планы эвакуации при пожаре в современном виде с графическим изображением планировки здания и текстовой информационной частью появились во второй половине XX века.:7 Официально термин «план эвакуации при пожаре» появился в СССР в 1981 году. Вскоре для спортивных сооружений появились ППБ 0-148-87, в которых были подробные рекомендации по составлению планов.:10 В них документ, который вывешивался на стену назывался «выписка из плана эвакуации».
В 1992 году план эвакуации рассматривался как техническая документация, которая разрабатывалась на стадии проект при проектировании систем оповещения и управления эвакуации при пожаре.
В настоящее время сложилась ситуация, когда в качестве плана эвакуации при пожаре рассматривается в первую очередь графическая часть.:4

## Стандартизация
На планах эвакуации значения всех использованных символов должны быть объяснены в обозначении, в отличие от чертежей, иллюстраций, где символы объясняются при необходимости.
Планы эвакуации состоят из графической и текстовой частей.:п. 6.2.3
Текстовая часть планов эвакуации должна содержать инструкции о действиях в условиях пожара:
- способы оповещения о возникновении пожара;
- порядок и последовательность эвакуации людей;
- обязанности и действия людей, в том числе порядок вызова пожарных или аварийно-спасательных подразделений, экстренной медицинской помощи и др.;
- порядок аварийной остановки оборудования, механизмов, отключения электропитания и т.п.;
- порядок ручного (дублирующего) включения систем (установок) пожарной и противоаварийной автоматики.[11]:п. 6.2.3

## Законодательство

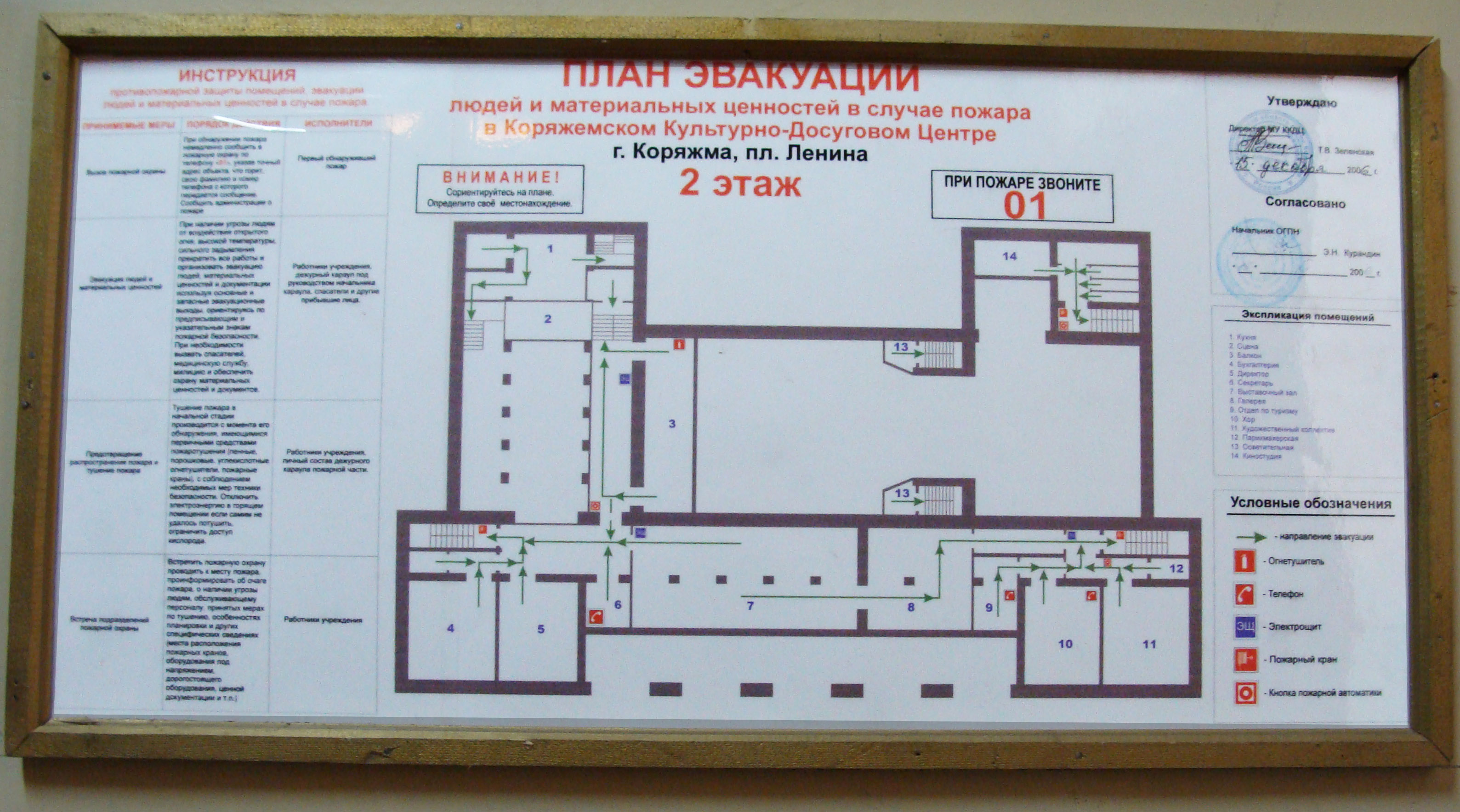
План эвакуации, Россия

#### Визуальное средство обеспечения безопасности
Информация, передаваемая системами оповещения людей о пожаре и управления эвакуацией людей, должна соответствовать информации, содержащейся в разработанных и размещенных на каждом этаже зданий и сооружений планах эвакуации людей.
Руководитель организации организует разработку планов эвакуации людей при пожаре, которые размещаются на видных местах, для зданий или сооружений (кроме жилых домов), в которых могут одновременно находиться 50 и более человек.:5
В номерах и на этажах гостиниц, мотелей, общежитий и других зданий, приспособленных для временного пребывания людей, вывешиваются планы эвакуации на случай пожара.:84
На пассажирском судне в целях обеспечения пожарной безопасности должны быть разработаны схемы путей эвакуации с указанием всех возможных путей эвакуации пассажиров и экипажа из различных помещений и отсеков, включая использование иллюминаторов и производство вырезов в конструкциях судна. Указанные схемы должны располагаться на видных и хорошо освещенных местах. Полный комплект схем путей эвакуации должен быть оформлен в виде стенда, расположенного в вестибюле судна.

#### Документ
Руководитель организации обеспечивает разработку плана эвакуации музейных предметов и других ценностей из музея (картинной галереи и др.), а также плана эвакуации животных из цирка (зоопарка и др.) в случае пожара.:93
На объектах транспортной инфраструктуры, предусмотренных положениями Федерального закона "О транспортной безопасности", руководитель организации в отношении помещений для хранения (стоянки) транспорта в количестве более 25 единиц обеспечивает разработку плана расстановки транспортных средств с описанием очередности и порядка их эвакуации при пожаре.:207
Руководитель организации обеспечивает наличие на каждой станции метрополитена плана эвакуации пассажиров. План должен находиться в помещении дежурного по станции.:210
При разработке проектной документации в графической части указываются схемы эвакуации людей из зданий (сооружений) и с прилегающей к зданиям (сооружениям) территории в случае возникновения пожара, а также дополнительно поэтажные планы зданий с указанием путей эвакуации инвалидов.
При разработке проектной документации в графической части указываются схемы эвакуации материальных средств из зданий (сооружений) и с прилегающей к зданиям (сооружениям) территории в случае возникновения пожара.
Обоснование безопасности проекта аттракциона включает планы с изображением запасных выходов и их размеров (с проверкой расчетов для закрытых помещений предназначенных для 400 посетителей и более), специальные инструкции на случай пожара, инструкцию по эвакуации пассажиров с аттракциона при возникновении нештатных ситуаций.

## Программное обеспечение для разработки планов эвакуации

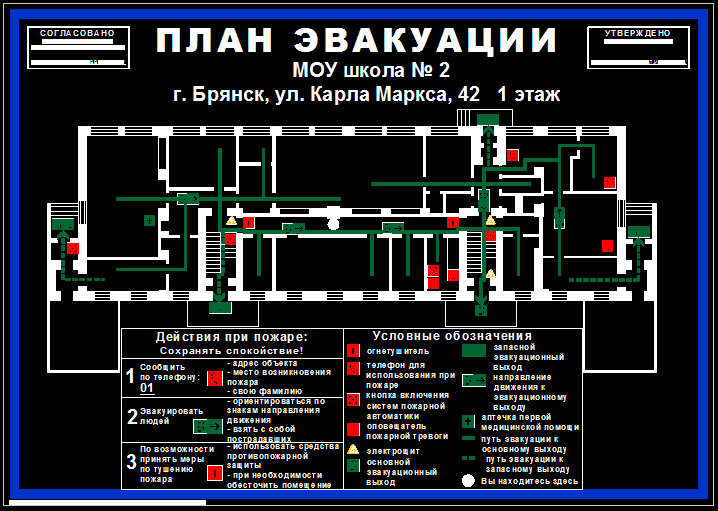
Разработка плана эвакуации в САПР AutoCAD

В подавляющем большинстве случаев планы эвакуации разрабатываются в системах автоматизированного проектирования, таких как AutoCAD (включая вертикальные решения), Bricscad, ZwCAD, Компас и др. Для упрощения и частичной автоматизации создания планов эвакуации могут использоваться прикладные программы-довески.
Также для разработки планов можно использовать программы CorelDraw, Microsoft Visio и подобные им программные продукты, что позволяет обойтись без осваивания CAD-подобных программ, однако требует дополнительной подготовки и имеет свои технические особенности.